# 郭元益食品
郭元益（グォユェンイー）は、台湾・台北市に本社を置く、菓子（中華菓子）の製造を行う企業。

## 概要
1867年に郭梁楨が台北の士林に開いた菓子店「元益」が始まりであり、150年以上の歴史を持つ老舗菓子メーカーである。会社名の「元益」は、福建省に住んでいた郭梁楨の先祖が使用していた屋号に由来する。1945年に3代目の郭欽定が「郭元益」と店名を改め、現在に至っている。
主力商品は伝統製法を守って作られる「鳳梨酥」（パイナップルケーキ）であり、台北市が主催する「鳳梨酥文化節」（パイナップルケーキフェスティバル）で金賞を受賞するなど、高い評価を受けている。また、台湾では慶事の縁起菓子で有名である。その他、様々な菓子類を製造している。
2001年には桃園県楊梅区に郭元益お菓子博物館の楊梅館を、さらに2002年には台北市士林区に同博物館の士林館を設立している。
2019年9月には東京都中央区日本橋のコレド室町に日本橋店がオープンした。

## 沿革[1]
- 1708年 - 創業者・郭梁楨の先祖が福建省から海を渡って台湾に渡来し、台北の士林に住む。
- 1867年 - 郭梁楨が士林に菓子店「元益」を設立。
- 1945年 - 3代目の郭欽定が店名を「郭元益」と改める。
- 1962年 - 士林に2号店を出店。電気式の二段型オーブンを導入してケーキやビスケットを焼き、品質向上と事業の近代化を図る。
- 1976年 - 株式会社「郭元益食品股份有限公司」となる。
- 1987年 - 台湾全土に直営店を出店し、チェーン展開を始める。
- 2001年 - 郭元益お菓子博物館の楊梅館がオープン。
- 2002年 - 郭元益お菓子博物館の士林館がオープン。また、新社屋が完成。
- 2010年 - 台北市が主催する「鳳梨酥文化節」で金賞を獲得。
- 2019年 - 海外1号店として、東京に日本橋店を出店。